# Monsters and Robots
Monsters and Robots — пятый студийный альбом гитариста-виртуоза, известного под псевдонимом Buckethead, издан в 1999 году лейблом CyberOctave.

## Об альбоме
Monsters and Robots является частью вымышленной биографии Бакетхэда. Согласно версии, опубликованной на официальном сайте гитариста, он родился в курятнике и был воспитан курами. Monsters and Robots продолжает эту тему, вместе с тем являясь одним из немногих альбомов Бакетхэда с вокальными композициями. Альбом был записан при существенной помощи лидера группы Primus Леса Клейпула, который сыграл на бас-гитаре в большинстве песен, а также записал вокал в «The Ballad of Buckethead». Monsters and Robots внесён в архив немецкой национальной библиотеки. В настоящее время альбом является самой продаваемой записью Бакетхэда.

## Отзывы
Стив Хьюи из Allmusic описал Monsters and Robots как «саундтрек к малобюджетным фильмам ужасов, боевым искусствам и научной фантастике, особенно японской». Одно из немногих музыкальных видео Бакетхэда — на песню «The Ballad of Buckethead» — было номинировано журналом Billboard на премию «Best New Artist — Modern Rock».

## Список композиций
| №   | Название                    | Длительность |
| --- | --------------------------- | ------------ |
| 1.  | «Jump Man»                  | 4:21         |
| 2.  | «Stick Pit»                 | 3:40         |
| 3.  | «The Ballad of Buckethead»  | 3:59         |
| 4.  | «Sow Thistle»               | 4:30         |
| 5.  | «Revenge of the Double-Man» | 3:34         |
| 6.  | «Night of the Slunk»        | 5:43         |
| 7.  | «Who Me?»                   | 2:08         |
| 8.  | «Jowls»                     | 4:26         |
| 9.  | «The Shape vs Buckethead»   | 5:40         |
| 10. | «Stun Operator»             | 4:17         |
| 11. | «Scapula»                   | 4:04         |
| 12. | «Nun Chuka Kata»            | 4:30         |
| 13. | «Remote Viewer #13»         | 4:18         |

## Участники записи
- Бакетхэд — гитара, бас-гитара («Jump Man», «Jowls» и «Scapula»)
- Лес Клейпул — вокал («The Ballad of Buckethead»), бас-гитара («Stick Pit», «The Ballad of Buckethead», «Revenge of the Double-Man», «Stun Operator», «Nun Chuka Kata» и «Remote Viewer #13»)
- Брайан Мантиа — ударные («Stick Pit», «The Ballad of Buckethead», «Revenge of the Double-Man», «Jowls», «Stun Operator», «Scapula», «Nun Chuka Kata» и «Remote Viewer #13»)
- Диджей Диск — вертушки («The Ballad of Buckethead», «Revenge of the Double-Man», «Jowls», «Stun Operator», «Nun Chuka Kata» и «Remote Viewer #13»)
- Бутси Коллинз — вокал («Jump Man», «Sow Thistle» и «The Shape vs Buckethead»)
- Ови-Вэй — рэп («The Shape vs Buckethead»)
- Диджей Эдди Дэф — вертушки («Sow Thistle» и «The Shape vs Buckethead»)
- Макс Робертсон — вокал («Scapula»)
- «Хор куриных царапин» — бэк-вокал («The Ballad of Buckethead»)